# Schmidt's Girls College
 (août 2023).
 (août 2023).
La mise en forme du texte ne suit pas les recommandations de Wikipédia : il faut le « wikifier ».
Les points d'amélioration suivants sont les cas les plus fréquents :
- Les titres sont pré-formatés par le logiciel. Ils ne sont ni en capitales, ni en gras.
- Le texte ne doit pas être écrit en capitales (les noms de famille non plus), ni en gras, ni en italique, ni en « petit »…
- Le gras n'est utilisé que pour surligner le titre de l'article dans l'introduction, une seule fois.
- L'italique est rarement utilisé : mots en langue étrangère, titres d'œuvres, noms de bateaux, etc.
- Les citations ne sont pas en italique mais en corps de texte normal. Elles sont entourées par des guillemets français : « et ».
- Les listes à puces sont à éviter, des paragraphes rédigés étant largement préférés. Les tableaux sont à réserver à la présentation de données structurées (résultats, etc.).
- Les appels de note de bas de page (petits chiffres en exposant, introduits par l'outil «  Source ») sont à placer entre la fin de phrase et le point final[comme ça].
- Les liens internes (vers d'autres articles de Wikipédia) sont à choisir avec parcimonie. Créez des liens vers des articles approfondissant le sujet. Les termes génériques sans rapport avec le sujet sont à éviter, ainsi que les répétitions de liens vers un même terme.
- Les liens externes sont à placer uniquement dans une section « Liens externes », à la fin de l'article. Ces liens sont à choisir avec parcimonie suivant les règles définies. Si un lien sert de source à l'article, son insertion dans le texte est à faire par les notes de bas de page.
- La présentation des références doit suivre les conventions bibliographiques. Il est recommandé d'utiliser les modèles {{Ouvrage}}, {{Chapitre}}, {{Article}}, {{Lien web}} et/ou {{Bibliographie}}. Le mode d'édition visuel peut mettre en forme automatiquement les références.
- Insérer une infobox (cadre d'informations à droite) n'est pas obligatoire pour parachever la mise en page.

Pour une aide détaillée, merci de consulter Aide:Wikification.
Si vous pensez que ces points ont été résolus, vous pouvez retirer ce bandeau et améliorer la mise en forme d'un autre article.
Schmidt's Girls College (Schmidt-Schule) est une école allemande internationale pour chrétiens et musulmans filles, situé à Jérusalem-Est. Elle a été fondée en 1886 et environ 500 élèves fréquentent l'école aujourd'hui. Elle comprend un programme grundschule (école primaire), ainsi que le Deutsche Internationale Abiturprüfung (de) (DIAP, German International Abitur). Elle propose également un programme Tawjihi. Bien qu'elle soit détenue et soutenue par l’Association allemande de Terre sainte, elle est actuellement sous la responsabilité du couvent international des sœurs de la Congrégation de Jésus. Les cours sont dispensés en allemand et la langue parlée en dehors des cours est l'anglais. Le corps enseignant est composé de professeurs arabes et allemands.

## Vue d'ensemble académique
La période scolaire de douze ans se termine par l'obtention du certificat palestinien Tawjihi et du Deutsche Internationale Abiturprüfung (de) (DIAP, "German International Abitur Program"). L'abitur est reconnu par les autorités éducatives palestiniennes et permet de postuler à l'enseignement supérieur en Allemagne, en Palestine et dans le monde entier. Près de 100 % des élèves du Schmidt's College poursuivent leurs études à l'université. Le Schmidt's Girls College est considéré comme une institution prestigieuse et les diplômés sont recherchés par les employeurs. Le collège est sous la responsabilité du couvent des sœurs de la Congrégation de Jésus (CJ), également connues sous le nom de sœurs Mary Ward, parmi d'autres organisations.
Le collège est une école catholique qui suit le Corpus juris canonici (lit. "Corps du droit canonique") et souligne les exigences du Gravissimum educationis. Depuis sa création, elle suit les traditions allemandes et entretient des liens étroits avec l'environnement éducatif allemand. En même temps, il s'agit d'une école située dans une région à prédominance musulmane. Cela se reflète dans la composition du corps étudiant, qui compte 80 % d'étudiants musulmans et 20 % d'étudiants chrétiens, ce qui est à l'opposé de la composition du corps enseignant.

## Diplômés célèbres
- Karimeh Abbud (1893-1940), photographe
- Salma Khadra Jayyusi (1925-2023), historienne et spécialiste de la littérature palestinien
- Shahd Wari (*1983), architecte et urbaniste germano-palestinien.